# Rimapenaeus constrictus
Rimapenaeus constrictus är en kräftdjursart som först beskrevs av William Stimpson 1871.  Rimapenaeus constrictus ingår i släktet Rimapenaeus och familjen Penaeidae. Inga underarter finns listade i Catalogue of Life.